# Катамарка
Катама́рка (исп. Provincia de Catamarca) — провинция Аргентины, расположена на северо-западе страны. Административный центр — город Сан-Фернандо-дель-Валье-де-Катамарка, обычно сокращаемый до Катамарка. Население провинции насчитывает 367 828 чел. (2010), площадь провинции составляет 102 602 км². Количество грамотного населения составляет 95,5 %. Соседние провинции (по часовой стрелке, начиная с севера): Сальта, Тукуман, Сантьяго-дель-Эстеро, Кордова и Ла-Риоха. На западе граничит с Чили.

## Этимология
Имеются две версии происхождения названия. Версия на языке кечуа состоит из частей: «ката» («склон») и «марка» («крепость») означающих «Крепость на склоне», а версия на языке аймара состоит из: «катан» («маленький») и «марка» («город») означающих «Маленький город».

## География
Наивысшая точка: Невада-Охос-дель-Саладо (Пик Солёных Родников) 6908 метров. Вулканический комплекс Сьерра-Невада-де-Лагунас-Бравас (высшая точка — 6173 м).

## История
На территории Катамарки обнаружены древнейшие археологические культуры Аргентины — Аламито, Белен, Кондоруаси.
До прибытия испанских завоевателей, большую часть современной Катамарки населяли коренные жители из группы племён Диагита, включая воинственное племя Кальчаки. В 1558 году Хуан Перес-де-Сурита основал Сан-Хуан-де-ла-Рибера-де-Лондрес, но так как поселение постоянно подвергалось атакам коренных жителей, оно было мало заселено, основывалось заново, меняло своё расположение, и переименовывалось несколько раз. Наконец в 6-й раз, 5 июля 1683 года, Фернандо де-Мендоса-Мате-де-Луна основал город Сан-Фернандо-дель-Валье-де-Катамарка.
Когда в 1776 году было создано вице-королевство Рио-де-Ла-Плата, Катамарка получила статус субинтеденции под интенденцией Сальты. В 1821 году провинция провозгласила автономию, и Николас Авельянеда-и-Тула (дед Николаса Авельянеда) был избран первым губернатором провинции.
Катамарка оставалась изолированной от остальной Аргентины горами до 1888 года, когда быстро развивающаяся сеть железных дорог впервые появилась в провинции. Привлекая иммигрантов своими просторными, плодородными долинами и сухой, приятной погодой, Катамарка быстро стала центром иммиграции выходцев из Ливана и Ирана, которые нашли Катамарку похожей на плодородные, горные долины с садами, которые они покинули на родине.
Одно из семейств этих иммигрантов, Саади, стало видным в местной торговле и политике (подобно сирийскому семейству Менем в соседней провинции Ла-Риоха). В 1949 году недавно образованная провинция избрала губернатором Висенте Саади. В итоге перонисты Саади стали незаменимыми для местной политической жизни (Каудильо), оказывая влияние в основном по доверенности. После кончины в 1988 году, Винсенте сменил сын Рамон. В 1990 году близкие друзья Саади были вовлечены в жестокое убийство местной 15-летней девушки. Быстро став известной, смерть Марии Соледад Моралес стоила губернатору Саади большой части его популярности и, в 1991 году, его кабинета, когда Катамарка (впервые) проголосовала за кандидата от Гражданского радикального союза (UCR), Арнольдо Кастильо. Избранный всё ещё значительным количеством сторонников в Сенат, Саади на сегодняшний день — союзник президента Кристины Киршнер, хотя кресло губернатора занимает представитель UCR.

## Административно-территориальное деление
Провинция разделена на шестнадцать департаментов (исп. departamentos).
| №  | Наименование        | Оригинальное наименование | Кол-во жителей, тыс. жит. (2001 г.) | Кол-во жителей, тыс. жит. (2010 г.) | Территория, км² | Плотность, чел./км² | Административный центр               |
| 1  | Амбато              | Ambato                    | 4,5                                 | 4,5                                 | 1797            | 2,5                 | Ла-Пуэрта                            |
| 2  | Андальгала          | Andalgala                 | 17,1                                | 18,1                                | 4497            | 4,0                 | Андальгала                           |
| 3  | Анкасти             | Ancasti                   | 3,1                                 | 2,9                                 | 2412            | 1,2                 | Анкасти                              |
| 4  | Антофагаста         | Antofagasta de la Sierra  | 1,3                                 | 1,4                                 | 28097           | 0,1                 | Антофагаста-де-ла-Сьерра             |
| 5  | Белен               | Belen                     | 25,5                                | 27,8                                | 12945           | 2,2                 | Белен                                |
| 6  | Валье-Вьехо         | Valle Viejo               | 23,7                                | 27,2                                | 540             | 50,4                | Сан-Исидро                           |
| 7  | Капайян             | Capayan                   | 14,1                                | 16,1                                | 4284            | 3,8                 | Уильяпима                            |
| 8  | Катамарка           | Catamarca                 | 141,3                               | 159,7                               | 684             | 233,5               | Сан-Фернандо-дель-Валье-де-Катамарка |
| 9  | Ла-Пас              | La Paz                    | 21,1                                | 22,6                                | 8149            | 2,8                 | Рекрео                               |
| 10 | Паклин              | Paclin                    | 4,3                                 | 4,2                                 | 985             | 4,2                 | Ла-Мерсед                            |
| 11 | Поман               | Poman                     | 9,5                                 | 10,8                                | 4859            | 2,2                 | Саухиль                              |
| 12 | Санта-Мария         | Santa Maria               | 22,1                                | 22,5                                | 5740            | 3,9                 | Санта-Мария                          |
| 13 | Санта-Роса          | Santa Rosa                | 10,3                                | 12,0                                | 1424            | 8,5                 | Баньяда-де-Ованта                    |
| 14 | Тиногаста           | Tinogasta                 | 22,6                                | 22,4                                | 23582           | 0,9                 | Тиногаста                            |
| 15 | Фрай-Мамерто-Эскуйу | Fray Mamerto Esquiu       | 10,7                                | 11,9                                | 280             | 42,5                | Сан-Хосе                             |
| 16 | Эль-Альто           | El Alto                   | 3,4                                 | 3,6                                 | 2327            | 1,5                 | Эль-Альто                            |

## Экономика
Экономика Катамарки самая маленькая в Аргентине, хотя и не наименее развитая. В 2006 году её экономика была оценена в 1,7 миллиарда долларов США, или, 5,280 долларов США на душу населения, что на 40 % ниже среднего показателя по стране.
Менее разнообразное, чем в большинстве провинций Аргентины, сельское хозяйство никогда не играло важной роли в экономике Катамарки (составляет менее 5 % от её продукции). Животноводство в провинции насчитывает около 200 000 голов крупного рогатого скота, 100 000 овец, и 150 000 коз, с ежегодным производством 7000 тонн говядины, 5 тонн баранины, и 10 тонн свинины, хотя периодические вспышки ящура не позволяют достичь полного потенциала в животноводстве.
Горнодобывающая промышленность, необычайно актуальная в прошлом, после заметного снижения активности в ранние 1990-е, вновь возросла к 2000 году (теперь насчитывает более 20 % экономики). В Катамарке находится одно из крупнейших медно-золотых месторождений в мире, Бахо-де-ла-Алумбрера, в котором добывают приблизительно 17 тонн золота и 190 000 тонн меди ежегодно. Месторождение дало рабочие места свыше 1000 рабочих и приносит сотни миллионов долларов в виде налогов и лицензий в бюджеты федерального и провинциального правительств.
Сельское хозяйство сфокусировано на лесе (грецкий орех), виноградниках, маслинах, цитрусовых, хлопке и табаке, на производство которых правительство создало налоговые льготы для стимуляции экономического роста.
Туризм — растущая часть экономики в Катамарке, с более чем 3465 местами в отелях и других типах размещения. Несмотря на большие надежды возложенные на эту индустрию отсутствие инфраструктуры, предприятий работающих и обучающих в сфере обслуживания, а также местная культура коррупции не скоро дадут туризму стать полноправной частью местной экономики. Горы и геологические образования — главные достопримечательности, среди которых Антофагаста-де-ла-Сьерра, Бальконес-дель-Валье, заснеженные вершины Аконкиха и перевал Сан-Франциско. Перевал Сан-Франциско — проект, разрабатываемый администрацией Кастильо (1991—2003) и стоивший огромных общественных ресурсов, оказался неспособным развить торговлю и туризм в слаборазвитом департаменте Тиногаста.
Большое количество скота, откормленного люцерной на полях Пукары, Тиногасты и Копакабаны, увозили в северное Чили через перевал Сан-Франциско, а мулов разводили для боливийских рынков в 1910-х. Культурные достопримечательности включают в себя город Катамарку, археологический парк Лас-Уэльяс-дель-Инка, доисторические петроглифы, местную музыку, ремёсла и вина.
Транспорт: Главными магистралями являются: Ruta 33, 38, 60, 64.
В Катамарке есть аэропорт.